# Sulików (gemeente)
De gemeente Sulików is een landgemeente in het Poolse woiwodschap Neder-Silezië, in powiat Zgorzelecki.
De zetel van de gemeente is in Sulików.
Op 30 juni 2004 telde de gemeente 5971 inwoners.

## Oppervlakte gegevens
In 2002 bedroeg de totale oppervlakte van gemeente Sulików 95,22 km², waarvan:
- agrarisch gebied: 74%
- bossen: 15%

De gemeente beslaat 11,36% van de totale oppervlakte van de powiat.

## Demografie
Stand op 30 juni 2004:
| Omschrijving                   | Totaal | Totaal | Vrouwen | Vrouwen | Mannen | Mannen |
| ------------------------------ | ------ | ------ | ------- | ------- | ------ | ------ |
| eenheid                        | aantal | %      | aantal  | %       | aantal | %      |
| inwoners                       | 5971   | 100    | 2990    | 50,1    | 2981   | 49,9   |
| bevolkingsdichtheid (inw./km²) | 62,7   | 62,7   | 31,4    | 31,4    | 31,3   | 31,3   |

In 2002 bedroeg het gemiddelde inkomen per inwoner 1310,85 zł.

## Plaatsen
Bierna, Jabłoniec, Ksawerów, Łowin, Mała Wieś Dolna, Mała Wieś Górna, Miedziane, Mikułowa, Nowoszyce, Podgórze, Radzimów, Skrzydlice, Stary Zawidów, Studniska Dolne, Studniska Górne, Sulików, Wielichów, Wilka, Wilka-Bory, Wrociszów Dolny, Wrociszów Górny

## Aangrenzende gemeenten
Lubań, Siekierczyn, Zawidów, Zgorzelec. De gemeente grenst aan Tsjechië.